# Sanja Ožegović
Sanja Ožegović, hrvatska košarkašica, osvajačica brončane medalje na Olimpijskim igrama u Moskvi 1980. godine.